# Плагијат
Плагијат води порекло од латинске речи (лат. Plagum) што дословно значи „крађа људи”. У савременом језику је то појам за: књижевну крађу, преписивање туђих дела, преписивање туђих песама или композиција. У новије време то се тумачи као кршење ауторских права или крађа ауторских права.
Човек који је украо нечије уметничко дело преписивањем се назива плагијатор.